# Estación Avellaneda (Ferrocarril Provincial)
Avellaneda es el nombre de una ex estación de ferrocarril, ubicada en la localidad de Crucecita, del partido de Avellaneda, perteneciente a la provincia de Buenos Aires, Argentina.

## Servicios
Esta estación fue inaugurada el 18 de abril de 1926. Funcionó como estación terminal del Ramal P1 del Ferrocarril Belgrano, anteriormente conocido como Ferrocarril Provincial de Buenos Aires, para los servicios con destino a La Plata.
En 1969 se construyó un empalme ferroviario ubicado poco antes de la entrada a esta estación. El empalme unía las vías del Ferrocarril Provincial con el intercambio Midland pasando por el entonces Mercado de Lanares, actualmente Alto Avellaneda, lo que permitía a los trenes llegar al Puerto de Buenos Aires.
No opera trenes de pasajeros desde el 6 de julio de 1977.
Desde 1998 la estación es la sede del Museo Ferroviario Bonaerense, que rinde homenaje a la compañía ferroviaria que operaba el ramal.